# エドヴァルド・エリクセン
エドヴァルド・エリクセン（Edvard Christian Johannes Eriksen、1876年3月10日 - 1959年1月12日）は、デンマークの彫刻家。コペンハーゲンの「人魚姫の像」の作者として知られる。名前のカタカナ表記は川副智子および肱岡千泰の訳文に従うが、エドヴァル・エリックセンの表記もある。

## 経歴
コペンハーゲン出身。1895年から1899年、デンマーク王立美術院に学ぶ。
1902年、シャルロッテンボー宮殿に作品「The Sufferer」が展示される。彼にとって本格的なキャリアの開始であるが、シャルロッテンボー宮殿には以後何回も作品が展示されている。1904年、州立美術館が作品「Hope」を購入。1905年、作品「Doom」で賞を受ける。
1913年8月23日、人魚姫の像が現在の場所に恒久的に設置される。この像の体部分は妻のエリーネ・エリクセンがモデルを務めた。
1916年、カッラーラ美術アカデミアの名誉教授に推挙される。1910年 - 1918年、クリスチャン9世と王妃ルイーゼ・フォン・ヘッセン＝カッセルの大理石の石棺のために3体の女性像（Grief, Memory and Love）を制作。ロスキレ大聖堂に奉納。
1914年、ニイ・カールスベルグ・グリプトテク美術館の外壁を飾る砂岩のレリーフを制作、設置
1930年、トーヴァルセン美術館の文化財修復士に就任（1953年まで）。1932年、ダンネブロ勲章を授与される。